# Simfonia núm. 1 (Dutilleux)
La Simfonia núm. 1 d'⁣Henri Dutilleux va ser escrita el 1951. L'estrena va tenir lloc al Théâtre des Champs-Élysées el 7 de juny de 1951, amb Roger Désormière dirigint l'⁣Orchestre National de France.
Composició del període relativament primerenc del compositor, amb trenta-cinc anys, és la primera composició purament orquestral de Dutilleux. Està escrita en una forma molt clàssica (quatre moviments), però el seu llenguatge és més aviat lliure. Està orquestrada per a 85 instrumentistes.

## Estructura
La simfonia dura aproximadament mitja hora. Està escrita en quatre moviments:
1. Passacaglia
2. Scherzo molto vivace
3. Intermezzo
4. Finale con variazioni

## Origen i context
Dutilleux ja havia trobat el seu estil quan va compondre la Primera Simfonia. Aquest trobava al mig d'una banda de l'avantguarda més radical de Boulez i les obres serialistes, i de l'altra banda de l'exaltació eufòrica del Groupe des Six i Jean Françaix.

## Música
Aquesta simfonia demostra l'adhesió de Dutilleux a l'ús de la forma de variació, que es troba en els dos moviments exteriors. L'ús d'una passacaglia com a primer moviment simfònic és extremadament rar. Consisteix en 35 repeticions d'un motiu de baix de quatre compassos, mostrat als quatre compassos inicials pels contrabaixos. El segon moviment va ser definit per Dutilleux com un "scherzo original i enèrgic", i molt "virtuós i demostratiu". En el tercer moviment, explora un procés que posteriorment empra de manera més extensa en diverses composicions: el tema principal no emergeix immediatament, sinó que es dissimula en una lenta evolució dels temes (variació inversa). El finale comença amb una exhibició majestuosa de percussió abans de retornar a una atmosfera més serena.
La simfonia va suposar un gran pas per a la carrera de Dutilleux, ja que va demostrar el seu domini de l'orquestració. L'any 1955 va rebre la medalla Mozart de la UNESCO en l'edició inaugural de la Tribuna Internacional de Compositors.
Maurice Pialat utilitza alguns compassos de l'Intermezzo a la seva pel·lícula Sous le soleil de Satan.